# Gloria al bravo pueblo
Gloria al Bravo Pueblo is het volkslied van het Zuid-Amerikaanse land Venezuela. Het lied is officieel aangesteld door president Antonio Guzmán Blanco op 25 mei 1881. De tekst is gemaakt door de journalist Vicente Salias in 1810. De muziek is er later bij gemaakt door Juan José Landaeta.

## Tekst in hetSpaans
REFREIN:

Gloria al bravo pueblo 

que el yugo lanzó 

la ley respetando 

la virtud y honor. 

(herhaal)
¡Abajo cadenas! 

(herhaal) 

gritaba el Señor

(herhaal) 

y el pobre en su choza 

libertad pidió 

A este santo nombre

(herhaal) 

tembló de pavor 

el vil egoísmo 

que otra vez triunfó. 

(herhaal de twee regels)
REFREIN
Gritemos con brío:

(herhaal) 

¡Muera la opresión!

(herhaal) 

Compatriotas fieles, 

la fuerza es la unión; 

y desde el Empíreo

(herhaal) 

el Supremo Autor, 

un sublime aliento 

al pueblo infundió. 

(herhaal de twee regels)
REFREIN
Unida con lazos

(herhaal) 

que el cielo formó

(herhaal) 

la América toda 

existe en nación. 

Y si el despotismo

(herhaal) 

levanta la voz 

seguid el ejemplo 

que Caracas dio. 

(herhaal de twee regels)

## Nederlandse Vertaling
REFREIN:

Glorie aan de dappere mensen 

dat het juk wierp 

de wet respecteren 

deugd en eer 

(herhaal)
Onder kettingen! 

(herhaal) 

riep de Heer 

(herhaal) 

en de arme man in zijn hut 

vrijheid gevraagd 

A este santo nombre

(herhaal) 

naar deze heilige naam 

beefde van angst 

walgelijk egoïsme 

die weer zegevierde. 

(herhaal de twee regels)
REFREIN
Laten we luid uitroepen:

(herhaal) 

dood aan onderdrukking!!

(herhaal) 

trouwe landgenoten, 

kracht is vereniging; 

en van de hemel,

(herhaal) 

de hoogste auteur, 

een sublieme adem 

aan de doordrenkte mensen. 

(herhaal de twee regels)
REFREIN
Verenigd met banden

(herhaal) 

dat de hemel vormde

(herhaal) 

heel Amerika 

bestaat als een natie. 

en als het spotisme

(herhaal) 

je stem verheffen 

Volg het voorbeeld 

die Caracas gaf. 

(herhaal de twee regels)
REFREIN
Onafhankelijke staten: Argentinië · Bolivia · Brazilië · Chili · Colombia · Ecuador · Guyana · Paraguay · Peru · Suriname · Uruguay · Venezuela
Afhankelijke gebieden: Falklandeilanden · Frans-Guyana · Zuid-Georgia en de Zuidelijke Sandwicheilanden